# Leaders of the Free World
Leaders of the Free World (deutsch Anführer der freien Welt) ist das dritte Studioalbum der englischen Musikgruppe Elbow.

## Musikstil
“[…] Elbow are the best in the business at making grown men cry.”

„Elbow sind im [Musik-]geschäft die erfolgreichsten, um erwachsene Männer zum Weinen zu bringen.“

Viele Kritiker vergleichen den Musikstil des Albums mit Musik von Coldplay, wobei Elbow doch die stärkere Ausdruckskraft in den Texten bescheinigt wird. Dem Album werden Begriffe wie Pathos, Emphase und Selbstzweifel zugeordnet.
Im zweiten Teil des Albums wurden einige Balladen aufgenommen, die teilweise mit „harmonischem Geigen- und Klavierzauber“ versehen sind.

## Entstehungsgeschichte
Zunächst sollte das Album nach dem vierten Lied, The Stops, benannt werden. Man entschied sich jedoch später das Album nach George W. Bush zu nennen, der bei einer Veranstaltung als “Commander in Chief and Leader of the free World” (deutsch: „Oberster Befehlshaber und Anführer der freien Welt“) vorgestellt wurde. Diese durch die Band wahrgenommene Überzeichnung findet sich im Titelsong in einem ironischen Vergleich mit Steine werfenden Kindern wieder.

## Themen und Titelliste
“Elbow’s music is usually about the past, or about how our pasts inform our present, the heavy weight of our lives. And on Leaders Of The Free World, even more so than before, it’s about missed connections, regrets, imagined affairs, wishful thinking.”

„Elbows Musik handelt in der Regel von der Vergangenheit oder darüber, wie unsere Vergangenheit unsere Gegenwart beeinflusst, die schwere Last unseres Lebens. Und auf Leaders Of The Free World, noch mehr als zuvor, geht es um verpasste Verbindungen, Bedauern, erfundene Affären, Wunschdenken.“

1. Station Approach – 4:22
2. Picky Bugger – 3:07
3. Forget Myself – 5:22
4. The Stops – 5:03
5. Leaders of the Free World – 6:11
6. An Imagined Affair – 4:44
7. Mexican Standoff – 4:01
8. The Everthere – 4:14
9. My Very Best – 5:34
10. Great Expectations – 5:05
11. Puncture Repair – 1:48

## Veröffentlichungen und Charterfolge
“And whatever story the sales figures tell, Leaders Of The Free World is an ambitious and beautiful album that confirms Elbow as one of the bands of our generation.”

„Und was auch immer die Verkaufszahlen sagen, Leaders Of The Free World ist ein ambitioniertes und schönes Album, das Elbow als eine der Musikgruppen unserer Generation bestätigt.“

Ebenso wie das Vorgängeralbum blieb auch diesem Album der große kommerzielle Charterfolg verwehrt. Es reichte nur für Achtungserfolge in den englischen Charts. In anderen Ländern konnten keine Platzierungen erreicht werden.